# Weep, O Mine Eyes

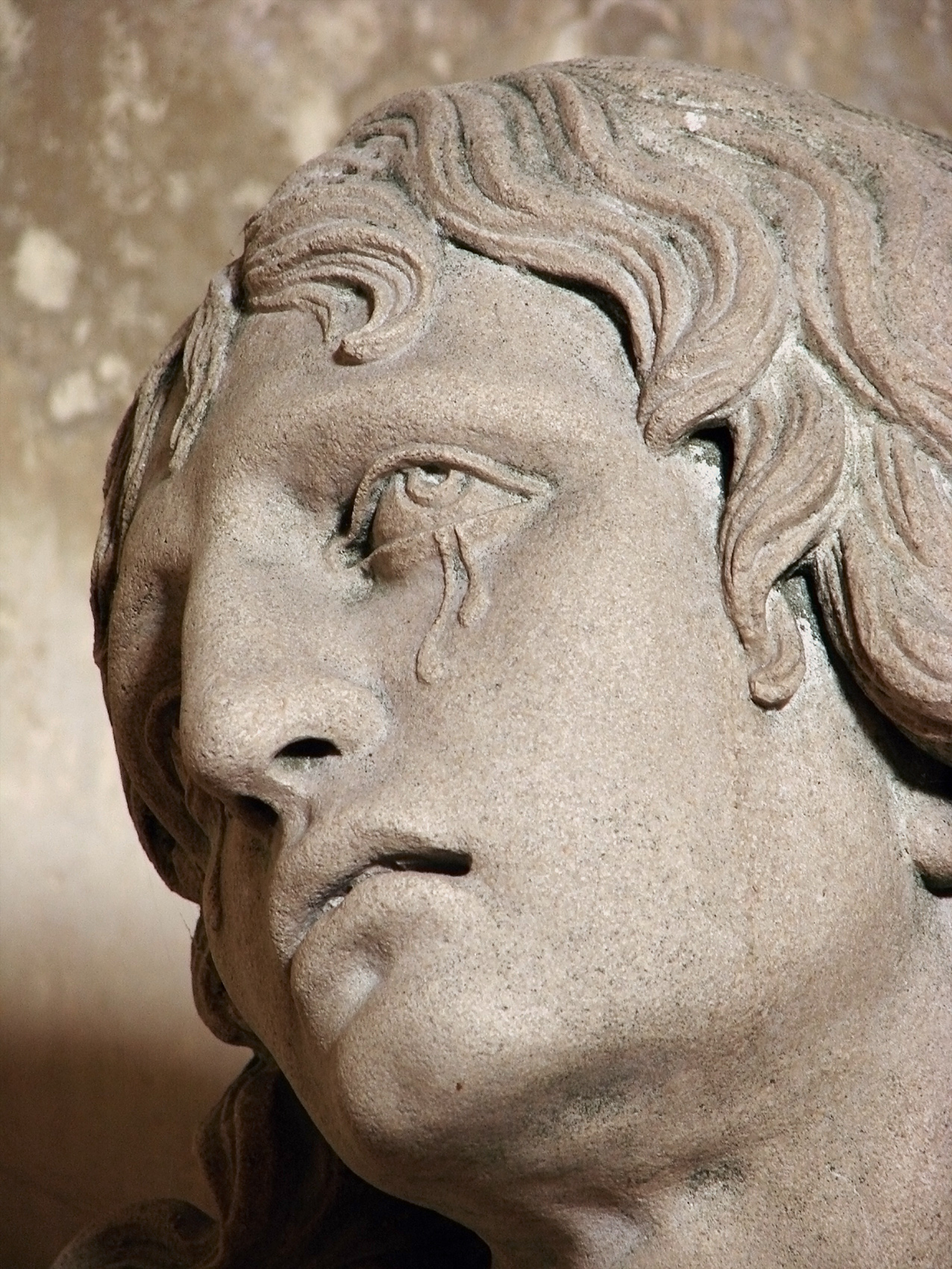

Weep, O Mine Eyes is een madrigaal van de Engelse componist John Bennet. Het werd voor het eerst gepubliceerd in zijn eerste verzameling van madrigalen in 1599. Mogelijk gebaseerd op John Dowlands Flow, my Teares is het een van de bekendste composities van deze componist. Het geldt als een voorbeeld van de muziek van de Engelse renaissance. Het wordt door veel (amateur)koren nog steeds uitgevoerd.
Het lied drukt de vrees uit dat de ogen van de dichter niet genoeg zullen huilen om hem de kans te geven zich in zijn eigen tranen te verdrinken. 

## Tekst
Weep, o mine eyes and cease not,
alas, these your spring tides me thinks increase not.
O when begin you to swell so high
that I may drown me in you?